# الویس (فیلم ۲۰۲۲)
اِلویس (انگلیسی: Elvis) یک فیلم موزیکال زندگی‌نامه‌ای از سال ۲۰۲۲ به کارگردانی باز لورمن است که فیلم‌نامه‌اش را به همراه سام برومل، کریگ پیرس و جرمی دونر نوشته‌است. این فیلم زندگی الویس پریسلی، خوانندهٔ سرشناس راک اند رول را دنبال می‌کند که از دیدگاه مدیرش، کلنل تام پارکر روایت می‌شود. آستین باتلر در نقش پریسلی با تام هنکس در نقش پارکر بازیگران اصلی هستند و اولیویا دی‌یونگ، هلن تامسون، ریچارد راکسبرا، کلوین هریسون جونیور، دیوید ونهام، کدی اسمیت-مک‌فی و لوک بریسی در نقش‌های مکمل بازی می‌کنند.
در سال ۲۰۱۴ اعلام شد که لورمن کارگردانی یک فیلم زندگی‌نامه‌ای از الویس پریسلی را انجام خواهد داد؛ اگرچه این پروژه تا مارس ۲۰۱۹ به‌طور رسمی اعلام نشد. باتلر در ژوئیهٔ ۲۰۱۹ با پیروزی در رقابت چندین بازیگر سرشناس، برای نقش اصلی انتخاب شد. فیلم‌برداری در ژانویهٔ ۲۰۲۰ در استرالیا، زادگاه لورمن، آغاز شد، اما پس از آغاز دنیاگیری کووید-۱۹ از مارس تا سپتامبر متوقف شد. فیلم‌برداری بعد از یک سال بعدی، در مارس ۲۰۲۱ به پایان رسید.
الویس در ۲۵ مهٔ ۲۰۲۲ در جشنوارهٔ فیلم کن نمایش داده شد و در ۲۳ ژوئن ۲۰۲۲ در استرالیا از طریق یونیورسال پیکچرز و روز بعد در ایالات متحده از طریق برادران وارنر اکران شد. این فیلم بیش از ۲۸۶ میلیون دلار در جهان فروش داشته‌است در حالی که بودجهٔ ساخت آن ۸۵ میلیون دلار بوده‌است. این فیلم به دومین فیلم زندگینامه‌ای پرفروش تاریخ پس از بوهمین راپسودی (۲۰۱۸) تبدیل شده و هفتمین فیلم پرفروش محصول استرالیا است. این فیلم به‌طور کلی نقدهای مثبتی از منتقدان دریافت کرده‌است و در زمینهٔ نقش‌آفرینی باتلر، سکانس‌های موسیقی و طراحی لباس و صحنه تحسین شده‌است. این فیلم از سوی انستیتوی فیلم آمریکا به‌عنوان یکی از بهترین فیلم‌های ۲۰۲۲ نام گرفت. این فیلم در گلدن گلوب نامزد دریافت جوایز بهترین فیلم – درام و بهترین کارگردانی شد که باتلر جایزهٔ بهترین بازیگر را کسب کرد. این فیلم در جوایز اسکار نیز نامزد هشت جایزه شامل بهترین فیلم شد.

## داستان
در سال ۱۹۹۷، کلنل تام پارکر، مدیر سابق الویس پرسلی، در بستر مرگ است و به چگونگی ملاقات خود با سلطان آیندهٔ راک اند رول نگاه می‌کند.
الویس در دوران کودکی همراه با والدینش ورنون و گلدیس با زندگی سرشار از فقر مبارزه کرده بود. او موسیقی را رستگاری می‌داند، حتی اگر توسط همسالانش به دلیل شیفتگی‌اش به موسیقی آمریکایی آفریقایی‌تبار خیابان بیل در ممفیس مورد تمسخر قرار می‌گیرد. پارکر یک «هاکستر» کارناوال است که خود را به عنوان یک فینیاس تیلور بارنوم مدرن تصور می‌کند و با ماهیت ساده‌لوح مخاطبانش بازی می‌کند.
اگرچه پارکر در حال حاضر مدیریت خواننده کانتری هانک اسنو را بر عهده دارد، به محض شنیدن پریسلی در رادیو، به نظر می‌رسد که تحت تأثیر آنچه می‌شنود قرار می‌گیرد و آرزو دارد که مدیر الویس شود. پارکر در نهایت الویس را ملاقات می‌کند و او را متقاعد می‌کند که به او اجازه دهد کنترل حرفه اش را به دست بگیرد، که شروع یک حرفهٔ فوق‌العاده موفق در موسیقی است. با این حال، همه مردم تحت تأثیر این هنرمند جوان قرار نمی‌گیرند. بسیاری از والدین می‌ترسند که موسیقی او باعث فساد فرزندانشان شود و سیاستمداران نژادپرست نیز به او حمله می‌کنند. الویس در پی یک حادثهٔ خشونت‌آمیز در یک کنسرت، خود را در معرض یک مجازات زندان می‌بیند. با این حال، چنین استنباط می‌شود که پارکر دولت را متقاعد می‌کند تا الویس را به ارتش ایالات متحده دعوت کند تا از هرگونه درگیری قانونی بیشتر جلوگیری شود. الویس در طول مدت خدمتش متوجه می‌شود که گلدیس خود را تا حد مرگ مست کرده‌است.
الویس در حالی که در آلمان مستقر است، با پریسیلا بولیو آشنا می‌شود و پس از ترخیص، تورهای کنسرت و فیلم‌های حرفه‌ای خود را از سر می‌گیرد در حالی که کنترل پارکر بر زندگی‌اش حتی قوی‌تر می‌شود. الویس از ترور مارتین لوتر کینگ جونیور و رابرت اف. کندی دلشکسته است و آرزو دارد در موسیقی خود از نظر سیاسی صریح تر شود در حالی که پارکر فقط از او می‌خواهد ترانه‌های بیهوده‌ای بخواند که پرفروش باشند. پس از اینکه پارکر با او قراردادی طولانی‌مدت برای سرگرمی در یک هتل لاس وگاس می‌بندد، الویس در نهایت از پارکر خسته می‌شود و سعی می‌کند او را اخراج کند، اما پارکر برای مبلغ هنگفتی از او شکایت می‌کند که او را شکسته و فقیر می‌سازد. یک بحث شرورانه شروع می‌شود، در حالی که پس از آن الویس باید اعتراف کند که چاره‌ای جز حفظ مدیریت خود از پارکر ندارد، اگرچه آنها از هم جدا می‌شوند و به ندرت یکدیگر را می‌بینند.
در نهایت، زندگی الویس رو به پایین می‌رود زیرا پریسیلا دخترشان لیسا مری پرسلی را می‌گیرد و الویس را به خاطر اعتیادش به داروهای تجویزی رها می‌کند، که پس از رفتن او حتی قوی‌تر می‌شود. این امر منجر به مرگ وی بر اثر سکته قلبی در ۱۶ اوت ۱۹۷۷ در سن ۴۲ سالگی شد.
یک صحنهٔ کات‌بک در یکی از آخرین اجراهای الویس، وی را پف‌کرده و رنگ‌پریده نشان می‌دهد که در حال خواندن ترانهٔ «Unchained Melody»، با تصاویر واقعی از کنسرتش است و لحظات کلیدی زندگی او نمایش داده می‌شود؛ در همین حال پارکر که پیر و تنها از دنیا می‌رود. تیتراژ فیلم نشان می‌دهد که سوءاستفاده پارکر از الویس پس از مرگ الویس موضوع دعوی قضایی توسط املاک پریسلی بوده‌است. پارکر آخرین سال‌های زندگی‌اش را به‌عنوان چهره‌ای رقت‌انگیز گذراند و پول‌هایش را روی دستگاه‌های بازی کازینو قمار کرد، در حالی که الویس همچنان پرفروش‌ترین هنرمند انفرادی تمام دوران و یکی از محبوب‌ترین سرگرم‌کننده‌های تاریخ موسیقی جهان است.

## بازیگران
- آستین باتلر در نقش الویس پرسلی
  - چایدون جی در نقش الویس جوان
- تام هنکس در نقش کلنل تام پارکر، مدیر الویس
- هلن تامسون [en] در نقش گلدیس پریسلی، مادر الویس
- ریچارد راکسبرا در نقش ورنون پریسلی، پدر الویس
- اولیویا دی‌یونگ [en] در نقش پریسیلا پریسلی، همسر الویس
- لوک بریسی در نقش جری شیلینگ [en]
- ناتاشا باست [en] در نقش دیکسی لاک
- دیوید ونهام در نقش هانک اسنو
- کلوین هریسون جونیور در نقش بی.بی. کینگ
- خاویر ساموئل در نقش اسکاتی مور
- کدی اسمیت-مک‌فی در نقش جیمی راجرز اسنو
- دیکر مانتگامری در نقش استیو بایندر
- لئون فورد [en] در نقش تام دیسکین، سخنگوی کلنل تام پارکر[۱۲]
- جاش مک کانویل [en] در نقش سام فیلیپس[۱۳]
- یولا کوارتی [en] در نقش خواهر رزتا ثارپ
- آلتون میسون در نقش لیتل ریچارد
- کلوین هریسون جونیور در نقش بی.بی. کینگ
- گری کلارک جونیور در نقش آرتور کروداپ
- شونکا دوکوره در نقش بیگ ماما تورنتون
- نیکولاس بل در نقش سناتور جیمز ایستلند (حزب دموکرات، میسیسیپی)
- آنتونی لاپالیا در نقش برنارد لانسکی [en]
- کریستین مک‌کارتی در نقش رد وست

## تولید

### توسعه و انتخاب بازیگران
این پروژه نخستین بار در آوریل ۲۰۱۴ اعلام شد، زمانی که باز لورمن برای کارگردانی فیلم وارد مذاکره شد و کلی مارسل فیلمنامه را نوشت.
تا مارس ۲۰۱۹، زمانی که تام هنکس برای نقش کلنل تام پارکر انتخاب شد، هیچ پیشرفت دیگری اعلام نشد. لورمن به عنوان کارگردان تعیین شد و همچنین سام برومل و کریگ پیرس، مارسل را به عنوان فیلمنامه‌نویس جایگزین کردند. در ماه ژوئیه، انسل الگورت، مایلز تلر، آستین باتلر، آرون تیلور-جانسون و هری استایلز پیشتازان نقش پریسلی بودند و باتلر در اواخر همان ماه این نقش را برنده شد، پس از اینکه دومی لورمن را با نوار تستی از آواز خود تحت تأثیر قرار داد. لورمن در مصاحبه‌ای با انترتینمنت ویکلی فاش کرد که از سوی دنزل واشینگتن بازیگر و کارگردان با او تماس گرفته‌است که باتلر را پیشنهاد می‌کند. در ماه اکتبر، اولیویا دی‌یونگ برای بازی در نقش پریسیلا پریسلی انتخاب شد. مگی جیلنهال و روفس سوئل در فوریه ۲۰۲۰ برای نقش گلدیس و ورنون پریسلی انتخاب شدند (اگرچه به ترتیب هلن تامسون و ریچارد راکسبرا در فیلم جایگزین شدند) و یولا برای نقش خواهر رزتا ثارپ انتخاب شد.

### فیلمبرداری
تصویربرداری اصلی در ۲۸ ژانویه ۲۰۲۰ در استرالیا آغاز شد. تولید در طول دنیاگیری کووید-۱۹ در ۱۲ مارس ۲۰۲۰، زمانی که هنکس و همسرش ریتا ویلسون تست مثبت کووید ۱۹ دادند، متوقف شد. فیلمبرداری در ۲۳ سپتامبر از سر گرفته شد. در سپتامبر ۲۰۲۰، لوک بریسی، ریچارد راکسبرا، هلن تامسون، دیکر مانتگامری، ناتاشا باست، خاویر ساموئل، لئون فورد، کیت مولوانی، گرت دیویس، چارلز گراندز، جاش مک‌کانویل و آدام دان به این فیلم پیوستند. راکسبورگ و تامسون به ترتیب جایگزین سیول و جیلنهال شدند که به دلیل درگیری‌های برنامه‌ریزی ناشی از تأخیر فیلمبرداری مجبور به ترک شدند. کلوین هریسون جونیور در ماه دسامبر اعلام شد که نقش بی.بی. کینگ را بازی خواهد کرد. در ژانویه ۲۰۲۱، گزارش شد که آلتون میسون قرار است نقش لیتل ریچارد را در این فیلم به تصویر بکشد. در ۲۵ می ۲۰۲۲، باتلر به جی‌کیو فاش کرد که پس از پایان فیلمبرداری در مارس ۲۰۲۱، پس از تشخیص ویروسی که آپاندیسیت را شبیه‌سازی می‌کند، به مدت یک هفته در بیمارستان بستری بود.

### موسیقی
در ۲۵ آوریل ۲۰۲۲، اعلام شد که دوجا کت یک آهنگ اصلی با عنوان «وگاس» را برای فیلم، که عناصری از «سگ شکاری» اثر بیگ مامان تورنتون را در خود جای داده‌است، ارائه خواهد کرد. این به‌عنوان یک تک‌آهنگ در ۶ می ۲۰۲۲، پیش از آلبوم موسیقی متن همراه فیلم، که قرار بود در تابستان همان سال توسط آرسی‌ای رکوردز منتشر شود، منتشر شد. این آلبوم همچنین دارای تغییراتی در مواد پریسلی توسط هنرمندان مشهور در ژانرها و سبک‌های مختلف است. گروه ایتالیایی منسکین و کیسی ماسگریوز نیز بخشی از موسیقی متن با نسخه‌های جلد مربوطه خود از «اگه می‌تونم آرزوشو کنم» و «نمیشه عاشق نشم» هستند. در ۲۳ می ۲۰۲۲، امینم خواننده رپ در اینستاگرام خود اعلام کرد که او و سیلو گرین در آهنگ جدیدی با عنوان «پادشاه و من» که توسط دکتر دره تهیه می‌شود و در موسیقی متن فیلم ظاهر می‌شود، همکاری خواهند کرد. فهرست کامل هنرمندان برای آلبوم موسیقی متن فیلم در همان روز با پیوستن استیوی نیکس، جک وایت، دیپلو، سوئه لی و بسیاری دیگر به همراه بازیگران فیلم اعلام شد. اجرای آستین باتلر از آهنگ‌های پریسلی و همچنین ضبط‌های واقعی توسط خود پریسلی نیز به نمایش گذاشته خواهد شد. «پادشاه و من» زودتر از تاریخ اکران در نظر گرفته شده در ۱۶ ژوئن ۲۰۲۲ منتشر شد. موسیقی متن کامل در ۲۴ ژوئن ۲۰۲۲ منتشر شد.
لورمن در ۱۲ ژوئن ۲۰۲۲ فاش کرد که صدای آواز الویس جوان در فیلم، در واقع صدای آواز باتلر است و آواز واقعی الویس فقط در صحنه‌هایی که او بزرگ‌تر است استفاده می‌شود. برای اثبات این موضوع، او در اوایل سال ۲۰۱۹ تصویربرداری آزمایشی پیش‌تولید باتلر را در نقش الویس جوان در حال اجرای زنده «مشکلی نیست» در شبکه‌های اجتماعی منتشر کرد که در فضای مجازی پخش شد و با واکنش بسیار مثبت بینندگان مواجه شد.

## بازاریابی
اولین تریلر سه دقیقه‌ای این فیلم در ۱۷ فوریه ۲۰۲۲ در طول پوشش زنده بازی‌های المپیک زمستانی ۲۰۲۲ توسط ان‌بی‌سی به نمایش درآمد دومین تریلر در ۲۳ می ۲۰۲۲، دو روز قبل از نمایش جهانی فیلم، به صورت آنلاین پخش شد.
مجله ان‌ام‌ئی یک شماره مستقل از چاپ آزاد در ۳۶ صفحه اختصاص داد که زندگی پریسلی، مصاحبه با باتلر، لورمن و سایر بازیگران را پوشش می‌دهد. این شامل عکسبرداری ویژه با الهام از الویس با هنرمندان والیس و استاد پیس، راهنمای موسیقی ۱۰ آهنگ از پریسلی و شهر ممفیس، تنسی و مصاحبه مجله با پریسلی در سال ۱۹۶۰ (از آرشیو) می‌باشد. شماره‌های مجله به صورت دیجیتالی و از طریق چاپ فیزیکی در فروشگاه‌ها در تاریخ ۱۶ ژوئن ۲۰۲۲ در دسترس قرار گرفتند. برنامهٔ ویژه ای‌بی‌سی با عنوان منحصراً الویس: نسخه ویژه ۲۰/۲۰، با نگاهی به زندگی واقعی پریسلی و ساخت فیلم، در ۲۱ ژوئن ۲۰۲۲ برای تبلیغ فیلم پخش شد. سینماهای ای‌ام‌سی، با همکاری فیورآپ، پیش‌فروش ویژه‌ای را اعلام کرده بود که بینندگان می‌توانستند بلیط را به قیمت ۱۰٫۹۹ دلار خریداری کنند. تریلر نهایی در ۲۲ ژوئن ۲۰۲۲ به صورت آنلاین منتشر شد.

## انتشار
الویس نخستین نمایش جهانی خود را در جشنواره فیلم کن ۲۰۲۲ در ۲۵ مهٔ ۲۰۲۲ انجام داد، جایی که با تشویق دوازده دقیقه‌ای تماشاگران مواجه شد که طولانی‌ترین در جشنواره است. این فیلم که در ابتدا برای انتشار در ۱ اکتبر ۲۰۲۱ برنامه‌ریزی شده بود چندین بار به دلیل دنیاگیری کووید-۱۹ به تعویق افتاد و توسط یونیورسال پیکچرز در استرالیا در تاریخ ۲۳ ژوئن ۲۰۲۲ و توسط برادران وارنر در سراسر جهان در ۲۴ ژوئن اکران شد و ۴۵ روز بعد از طریق اچ‌بی‌او مکس در دسترس قرار خواهد گرفت.
لورمن در ژوئن ۲۰۲۲ گفت که قطعنامه‌ای چهار ساعته وجود دارد که شامل صحنه‌هایی از پریسلی با اولین دوست دخترش دیکسی و ملاقات او با رئیس‌جمهور ریچارد نیکسون در سال ۱۹۷۰ است.

## بازخورد

### فروش گیشه
الویس ۱۵۱ میلیون دلار در ایالات متحده و کانادا و نیز ۱۳۵ میلیون دلار در سایر مناطق به دست آورد که فروش جهانی آن مجموعاً به ۲۸۶ میلیون دلار رسید.
در ایالات متحده و کانادا، الویس در کنار تلفن سیاه اکران شد و پیش‌بینی می‌شد در آخر هفته افتتاحیه خود از ۳۹۰۰ سینما ۲۵ تا ۳۰ میلیون دلار بفروشد. این فیلم در نخستین روز ۱۲٫۷ میلیون دلار به دست آورد که ۳٫۵ میلیون دلار از پیش‌نمایش‌های پنجشنبه‌شب بود. این فیلم برای نخستین بار به ۳۰٫۵ میلیون دلار رسید و با اختلاف اندکی به تاپ گان: ماوریک برای رتبهٔ اول گیشه در آن هفته شکست خورد. طبق گزارش پست‌ترک، ۳۱ درصد از تماشاگران افتتاحیه آخر هفته بالای ۵۵ سال سن داشتند که ۴۸ درصد آنها بالای ۴۵ سال سن داشتند، در حالی که سهم زنان بالای ۲۵ سال (بیشترین مردد برای بازگشت به سینما در بحبوحه دنیاگیری) ۴۵ درصد بود. دلایل اصلی برای دیدن این فیلم، موضوع آن (۴۹٪) و تام هنکس (۲۵٪) گزارش شد. این فیلم در خارج از ایالات متحده و کانادا، در افتتاحیهٔ آخر هفته ۲۰ میلیون دلار فروخت که مبلغ جهانی ۵۱٫۲ میلیون را نشان می‌داد. در آخر هفته دوم، فیلم ۱۹ میلیون دلار (و ۲۴ میلیون دلار در چهار روز آخر هفته روز استقلال) به دست آورد و سوم شد.

### پاسخ انتقادی
در وبگاه جمع‌آوری نقد راتن تومیتوز، ٪۷۷ از ۳۷۵ بررسی منتقدان مثبت است و میانگینِ امتیاز آن ۶٫۸/۱۰ است. اجماع این وبگاه چنین می‌نویسد: «الویس با انرژی و سبک خیره‌کنندهٔ باز لورمن، به‌همراه اجرای برجستهٔ آستین باتلر، فرمول استاندارد فیلم‌های زندگی‌نامه‌ای راک را «کاملا آشفته» می‌کند.» این فیلم در متاکریتیک که از میانگین وزنی استفاده می‌کند، بر اساس نظر ۶۰ منتقدین امتیاز ۶۴ از ۱۰۰ را کسب کرده که نشان‌گر «نقدهای عموماً مطلوب» است. تماشاگران شرکت‌کننده در نظرسنجی پست‌ترک به فیلم نمره «A–» در مقیاس A+ تا F دادند، در حالی که سینماسکور به فیلم نمره کلی ۸۸ درصد مثبت داد و ۷۲ درصد از مخاطبان گفتند که قطعاً آن را توصیه می‌کنند.
نقش باتلر از الویس مورد تحسین گستردهٔ جهانی قرار گرفت. پیت هاموند از ددلاین هالیوود او را «انتخابی ایده‌آل» خواند و گفت که او «به طرز هیجان‌انگیزی، به ویژه در نیمهٔ نخست فیلم، با ریتمی معتبر ما را وادار می‌کند به این فکر کنیم که اگر الویس تسلیم طرف تاریک شهرت خودش نمی‌شد به چه ارتفاعات بالاتری صعود می‌کرد.» جاستین چنگ از لس آنجلس تایمز باتلر را با «ظاهر فیزیکی مناسب برای الویس [و] با آوازی بهتر» توصیف کرد. دیوید رونی برای هالیوود ریپورتر نوشت که باتلر «پارادوکس غم‌انگیز یک داستان موفقیت خارق‌العاده را به تصویر می‌کشد که با سرسختی به رؤیای آمریکایی می‌چسبد حتی در حالی که مدام از دستانش رها می‌شود». کلاریس لافری از ایندیپندنت نوشت که «در زمانی که مسلماً [الویس] اندکی از ذخایر فرهنگی خود را از دست داده‌است [باتلر] استدلال قانع‌کننده‌ای برای قدرت الویس ارائه می‌کند». فیلیپ دی سملین از تایم اوت نوشته‌است که وقتی باتلر «در اولین کنسرت الویس به عنوان یک راک اند رولر تمام عیار باسن خود را تکان می‌دهد، مانند تماشای تولد دو ستاره است».
در مورد خود فیلم، رابی کالی از دیلی تلگراف به آن رتبهٔ ۴ از ۵ ستاره داد و آن را «یک حماسهٔ درخشان و پر زرق و برق جوک‌باکس» نامید، اما اظهار داشت که «این فیلم صحنه به صحنه مد می‌شود و از مد خارج می‌شود» او بیان داشت که «این بی‌عیب و نقص‌ترین، شیک‌ترین و سرگرم‌کننده‌ترین چیزی که در تمام طول سال خواهید دید». کوین ماهر از روزنامه تایمز آن را «بهترین فیلم لورمن از زمان رومئو + ژولیت» نامید و قدرت موسیقی فیلم را به باتلر اما همچنین به لورمن استنباط داد که «با نوعی ریتم‌های دیوانه‌کننده فیلم را تدوین می‌کند که مقاومت در برابر آنها تقریباً غیرممکن است [...] این نکات برجسته‌ای هستند که کل پروژه را تبدیل به فیلمی می‌کنند که باید حتماً تماشا کرد». جیم وجودا از آی‌جی‌ان آن را «وقایعی سرگیجه‌آور و گاهی اوقات طاقت‌فرسا از این نماد راک» نامید. اوون گلایبرمن از ورایتی این فیلم را «رؤیایی ۲ ساعت و ۳۹ دقیقه‌ای، شوریده، پرانرژی و اجباری-قابل-تماشا» نامید و گفت که «این فیلم چرخه‌ای از حماسهٔ الویس را که همهٔ ما در زهن خود حمل می‌کنیم را در قالب یک بیوگرافی اپرای پاپ که به طرز مجللی به صحنه رفته‌است، به یک رؤیا تبدیل می‌کند» جوشوا راتکوپف برای انترتینمنت ویکلی نوشت که «هیچ فیلمی این نماد موسیقی راک را اینطور ارائه نکرده‌است» و لورمن در حال بازپس‌گرفتن «موجوی مولن روژ! خود با فیلمی پر از ریسک و پاداش» توصیف کرد؛ او در ادامه از عملکرد باتلر تمجید کرده و نوشت «[باتلر] به لنز دوربین خیره می‌شود و آن را ذوب می‌کند». در یک یادداشت تاریخی، روزنامه‌نگار آلانا نش، که زندگی‌نامه‌ای تحسین‌شده از کلنل پارکر را در سال ۲۰۱۰ نوشته بود، این فیلم را «رؤیای تب‌دار باز لورمن» نامید که آزادی‌های تاریخ را به جز برای پارکر منصفانه نگه داشته‌است و به این اشاره کرد که رویکرد لورمن در ارائه این شخصیت از طریق یک لنز امروزی به این معنی است که شخصیت پیچیده‌ای که نش در موردش تحقیق گسترده‌ای انجام داده بود، در این فیلم ساده‌تر ارائه شده‌است.

### پاسخ خانواده پریسلی
لیزا ماری پریسلی، دختر الویس، پس از دو بار دیدن این فیلم پیش از نمایش جهانی آن در جشنواره فیلم کن، در پستی اینستاگرامی آن را تحسین کرد و آن را «تماشایی و شکوهمند» خواند. او در ادامه از عملکرد باتلر در نقش پدر فقیدش تمجید کرد و گفت که او «قلب و روح پدرم را به زیبایی مجسم و زنده کرده‌است. بازی او، به نظر حقیر من، بی‌سابقه است و در نهایت با دقت و احترام انجام شد» و از باتلر به عنوان یکی از نامزدهای جایزه اسکار بهترین بازیگر نقش اول مرد یاد کرد. او دربارهٔ کارگردانی لورمن نوشت: «در طول این فیلم زیبا می‌توان عشق، مراقبت و احترام خالص او را نسبت به پدرم احساس کرد و در نهایت این چیزی است که من و فرزندانم و فرزندانشان می‌توانیم برای همیشه به آن افتخار کنیم [..] نبوغ همراه با عشق و احترام شما به پدرم و این پروژه، بسیار زیبا و الهام‌بخش است. می‌دانم که دارم حرف‌های تکراری می‌زنم، اما اهمیتی نمی‌دهم، متشکرم که این داستان را به این شکل عمیق و هنرمندانه درست کردید.» او افزود که تماشای این فیلم او را به یاد پسر خودش بنجامین کیئو می‌اندازد که در سال ۲۰۲۰ در اثر خودکشی درگذشت و گفت که او نیز اگر اینجا می‌بود، این فیلم را دوست می‌داشت.
پریسیلا پریسلی، همسر سابق الویس در ۲۹ آوریل ۲۰۲۲، افکار خود را در مورد این فیلم در یک پست فیس‌بوک به اشتراک گذاشت و به‌طور کامل گفت: «برای کسانی که کنجکاو در مورد فیلم جدید الویس هستند، باز لورمن، کارگردان فیلم، اخیراً یک نمایش خصوصی را در استودیوی وارنر برای این فیلم به من و جری شیلینگ ارائه کرد. این داستان در مورد رابطهٔ الویس و کلنل پارکر است. این یک داستان واقعی است که درخشان و خلاقانه روایت می‌شود که فقط باز لورمن با شیوهٔ هنری منحصر به فرد خود می‌توانست ارائه دهد. آستین باتلر، بازیگر نقش الویس فوق‌العاده است. در نیمه‌های فیلم من و جری به هم نگاه کردیم و گفتیم وای!!! آفرین به او [...] او می‌دانست که کفش‌های بزرگی برای پا کردن دارد. او در بازی کردن این قسمت به شدت متشنج بود. من فقط می‌توانم تصور کنم. تام هنکس در این فیلم کلنل پارکر بود. عجب شخصیتی بود. کلنل پارکر شخصیتی دو طرفی داشت و من و جری هر دوی آنها را دیده بودیم. داستان همان‌طور که همهٔ ما می‌دانیم پایان خوشی ندارد. اما فکر می‌کنم، در این فیلم که توسط کارگردانی نوشته‌شده که قلب و روح خود و ساعت‌های زیادی را برای این فیلم اختصاص داده، شما کمی بیشتر از سفر الویس خواهید فهمید.»
رایلی کیئو، بازیگر و فیلمساز و نوهٔ الویس در ۲۱ می ۲۰۲۲ پس از تماشای فیلم در کن، پاسخ خود را به اشتراک گذاشت و به‌طور کامل گفت: «این یک تجربهٔ بسیار احساسی بود. تماشای آن بسیار آتشین بود خصوصاً زیرا موضوع آن دربارهٔ خانوادهٔ من است. وقتی ۱۲ ساله بودم، اولین فیلمی که در تئاتر دیدم و گفتم می‌خواهم فیلم بسازم مولن روژ! بود. واقعاً باعث افتخار است که باز لورمن این فیلم را نیز ساخت. رومئو + ژولیت و مولن روژ! برای سنی که در آن زمان بودم، واقعاً فیلم‌های قدرتمندی بودند. اینطور نبود که من به باز اعتماد نداشتم، اما شما از خانواده خود محافظت می‌کنید. در پایان روز، قرار نیست به باز لورمن بگوییم چگونه فیلم بسازد. در پنج دقیقه نخست، می‌توانستم احساس کنم چقدر باز و آستین برای درست انجام دادن کار تلاش می‌کردند. این بلافاصله مرا احساساتی کرد. پنج دقیقه بعد شروع کردم به گریه‌کردن و نمی‌توانستم جلوی خودم را بگیرم. آسیب‌های خانوادگی و نسلی زیادی وجود دارد که از همان زمان برای خانوادهٔ ما شروع شد. احساس افتخار می‌کردم که آنقدر سخت کار کردند تا جوهر او را به دست بیاورند؛ تا جوهر او را احساس کنند. آستین آن را به زیبایی ثبت کرده‌است.»

### جوایز و نامزدی‌ها
| جایزه                 | تاریخ مراسم  | رده             | دریافت‌کننده | نتیجه    | منبع   |
| --------------------- | ------------ | --------------- | ----------- | -------- | ------ |
| انجمن منتقدان هالیوود | ۱ ژوئیه ۲۰۲۲ | بهترین تصویر    | الویس       | نامزدشده | [ ۸۳ ] |
| انجمن منتقدان هالیوود | ۱ ژوئیه ۲۰۲۲ | بهترین کارگردان | باز لورمن   | نامزدشده | [ ۸۳ ] |
| انجمن منتقدان هالیوود | ۱ ژوئیه ۲۰۲۲ | بهترین بازیگر   | آستین باتلر | برنده    | [ ۸۳ ] |